# Dinamo Riga

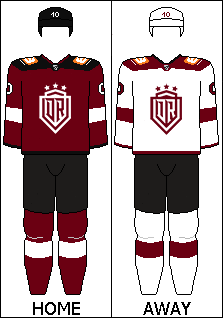
Imagem do uniforme so Dinamo Riga.

Dinamo Riga é um clube de hóquei no gelo profissional letão sediado em Riga. Eles são membros da Liga Continental de Hockey.

## História
Fundando originariamente como Dinamo Riga para ligas soviéticas, foi dissolvido o clube original. Foi refundado para a KHL em 2008, os membros fundadores são Guntis Ulmanis, Kirovs Lipmans, Aigars Kalvītis, Juris Savickis, Viesturs Koziols, entre outros. 
São membros da Liga Continental de Hockey desde a temporada inicial.